# Winfriedschule Fulda
Die Winfriedschule Fulda ist ein G9-Gymnasium des Landkreises Fulda, das Schüler mit Beginn der Klasse 5 aufnimmt und in neun Jahren zur allgemeinen Hochschulreife (Abitur) führt. Der Name der Winfriedschule leitet sich vom Schulpatron Winfried Bonifatius, dem Gründer der Stadt Fulda ab.

## Allgemeine Informationen
In der Regel bestehen die Jahrgänge aus fünf Parallelklassen mit jeweils etwa 120 Schülerinnen und Schülern. In der gymnasialen Oberstufe werden in den einzelnen Jahrgängen etwa 100 Schüler unterrichtet.
Die Winfriedschule ist Kulturschule des Landes Hessen sowie MINT-EC-Schule. Darüber hinaus bietet sie einen umfangreichen Fremdsprachenunterricht sowie ein ausdifferenziertes Sportprofil („Bewegte 5 und 6“; kontinuierliche Leistungskursangebote Sport). Folgende Fremdsprachen werden an der Winfriedschule unterrichtet:
| 1. Fremdsprache | 2. Fremdsprache | 3. Fremdsprache |
| --------------- | --------------- | --------------- |
| Englisch        | Französisch     | Italienisch     |
|                 | Latein          | Russisch        |
|                 |                 | Französisch     |
|                 |                 | Latein          |

## Profilklassen
Seit vielen Jahren gibt es sogenannte MuKu-Klassen, in denen Schüler mit einer besonderen künstlerischen oder musischen Begabung unterrichtet werden. Für Schüler mit erweiterten Englischkenntnissen aus der Grundschule oder mit zweisprachigem Hintergrund bietet die Winfriedschule eine E-PLUS-Klasse an. In beiden Profilklassen werden die Profilfächer verstärkt unterrichtet.

## Wahlunterricht
Die Schüler wählen sich in den Jahrgangsstufen 9 und 10 für zwei Jahre in ein curricular aufeinander aufbauendes Wahlunterrichtsangebot ein. Hierbei stehen neben der dritten Fremdsprache Angebote entsprechend den beiden Profilen MINT-EC und KulturSchule zur Verfügung. So können die Lernenden das Fach Darstellendes Spiel wählen, das in der Oberstufe fortgeführt und bis zum Abitur fortgeführt werden kann, oder im MINT-Bereich Angebote belegen. Das MINT-Walunterrichtsangebot zielt vor allem auf die Kompetenzerweiterung im Kontext des Präsentierens ab – in diesem Bereioch ist die Winfriedschule zertifizierte „Jugend präsentiert“-Schule.

## KuNa (Kulturnachmittag) für die Jahrgangsstufen 5 und 6
Als Kulturschule des Landes Hessen bietet die Winfriedschule den Schülern der Jahrgangsstufen 5 und 6 ein breit gefächertes Kultur- und MINT-Angebot an einem Nachmittag an:
| Klasse 5            | Klasse 6            |
| ------------------- | ------------------- |
| Tanz                | Tanz                |
| Junge Kunst         | Junge Kunst         |
| Theater             | Theater             |
| Chor                | Chor                |
| Kreatives Schreiben | Kreatives Schreiben |
|                     | Robotics            |

## Kunst, Musik und Darstellendes Spiel
Zahlreiche Kunstausstellungen innerhalb und außerhalb der Schule sind Ausdruck einer lebendigen künstlerischen Arbeit. So wurde die Winfriedschule eingeladen, in den Räumlichkeiten des Hessischen Kultusministeriums Schülerarbeiten für ein Jahr lang auszustellen. Zwei große Konzerte im Schuljahr mit den Chören und Instrumentalensembles (Streicher- und Bläser-AG, Schulorchester, Big Band) sowie einer Musical-Aufführung alle zwei Jahre unterstreichen – ebenso wie die jährlich stattfindenden Theateraufführungen das große Engagement von Schülern und Lehrern in diesem Bereich der schulischen Arbeit.

## Lage
Die Schule liegt verkehrsgünstig zwischen dem Schlossgarten und der Parkanlage am Frauenberg und ist sowohl vom Bahnhof als auch vom Busbahnhof im Stadtzentrum in wenigen Minuten zu Fuß oder per Stadtbus zu erreichen.

## Ehemalige Schüler
- Bernd Goebel (* 1967), Philosoph
- Michael Brand (* 1973), Mitglied des deutschen Bundestages
- Florian Illies (* 1971), Kunsthistoriker, Verleger des Rowohlt Verlags
- Wolfgang F. Kersten (* 1954), Kunsthistoriker